# حوضچه رسوبی

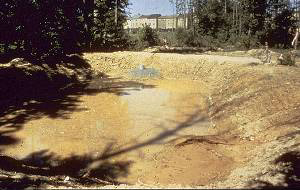
حوضچه رسوبی نصب‌شده در محل ساخت و ساز

حوضچه رسوبی (به انگلیسی: Sediment basin)، حوضچه‌ای موقتی است که در یک محل ساخت‌وساز ساخته می‌شود تا خاک فرسوده یا آشفته را که در توفندهای بارانی شسته می‌شود، جذب کند و از کیفیت آب رودخانه، رودخانه، دریاچه یا خلیج مجاور محافظت کند. خاک پر از رسوب پیش از تخلیه رواناب در حوضچه می‌نشیند. حوضچه‌های رسوبی معمولاً در سایت‌های ساختمانی، در جایی که فضای کافی وجود دارد، به ۵ جریب فرنگی (۲۰٬۰۰۰ متر مربع) یا بیشتر می‌رسد. آنها اغلب همراه با مهار فرسایش و دیگر روش‌های مهار رسوب استفاده می‌شوند. در سایت‌های ساختمانی کوچک‌تر، جایی که حوضچه عملی نیست، ممکن است از تله‌های رسوبی استفاده شود.